# NGC 3521
إن جي سي 3521 مجرة حلزونية صوفية متوسطة اكتشفت في 22 فبراير عام 1784 من قبل عالم الفلك الألماني البريطاني وليام هيرشيل.
تقع إن جي سي 3521 على بعد حوالى 26 مليون سنة ضوئية من الأرض في كوكبة الأسد.تصنيفها المجري SAB(rs)bc, مما يدل على أنها من مجرة حلزونية مع أثر لبنية قضبية (SAB), حلقة داخلية ضعيفة (rs)، و بنية متوسطة إلى فضفاضة للذراع (bc) .
هيكل القضيب من الصعب تمييزة، بسبب انكماشة المنخفض وبسبب زاوية ميلان المجرة العالية 72.7° درجة بالنسبة لمرمى النظر... الحوصلة كبيرة ولامعة نسبيا وتشكل 3/4 من حجم القضيب وتتكون على يبدو من مجموعة النجوم من النوع الطيفي A، مما يشير إلى أن المجرة شهدت انفجار نجمي قبل نحو 5 مليارات سنة.
وتصنف نواة هذه المجرة بوصفها منطقة خط أنبعاثات نووي عالي التأين HII LINER. كما أن هناك منطقة هيدروجين II في صميم النواة تشكل منطقة خط أنبعاثات نووي منخفض التأين.

## معرض الصور

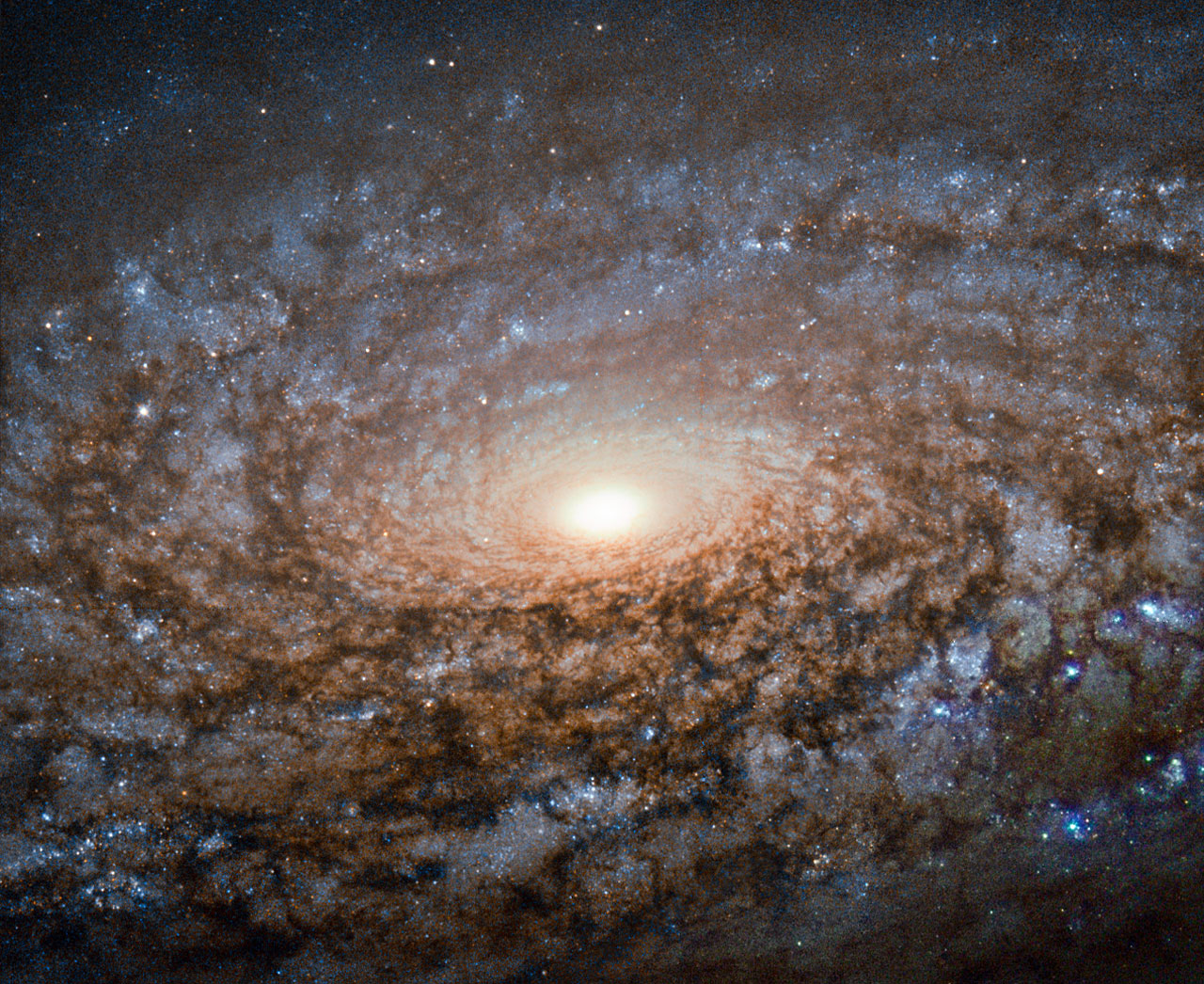
إن جي سي 3521من تلسكوب هابل الفضائي.
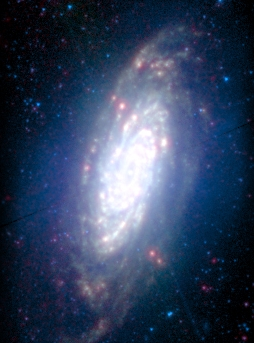
مقراب سبيتزر الفضائي
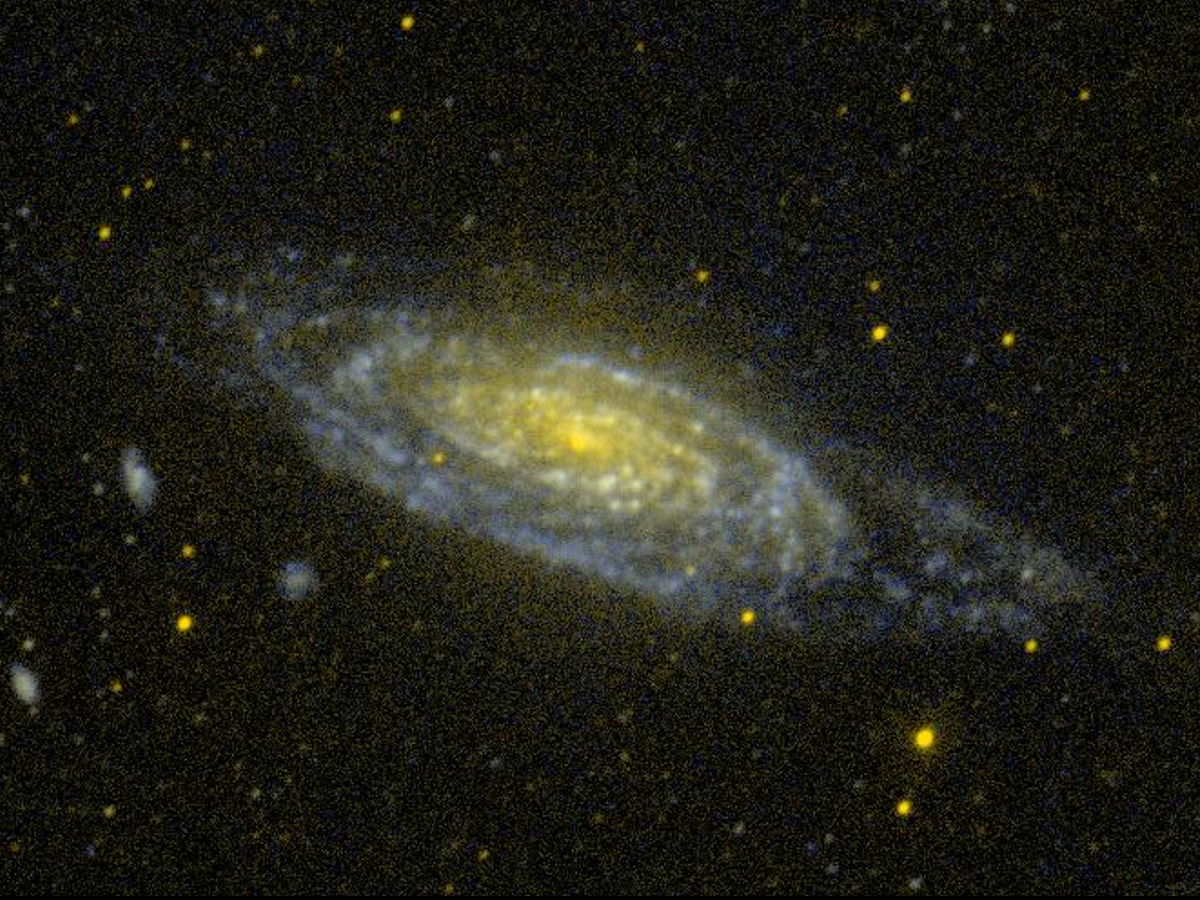
مرصد قالس المداري للأشعة فوق البنفسجية
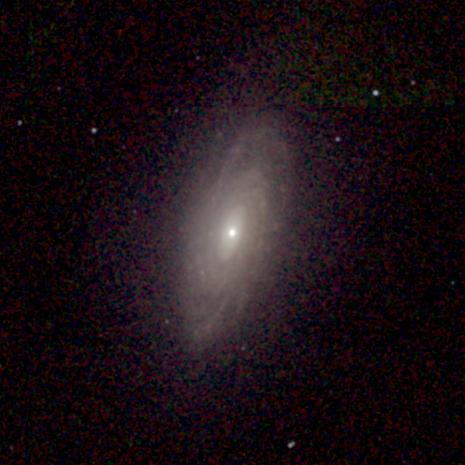
مسح ميكروي ثنائي لكامل السماء (2MASS)